# ناو کالابریا
ناو کالابریا (به انگلیسی: Italian cruiser Calabria) یک کشتی بود که طول آن ۸۱ متر (۲۶۶ فوت) بود. این کشتی در سال ۱۸۹۴ ساخته شد.